# کردمحله (بابل)
کردمحله، روستایی است از توابع بخش بندپی شرقی شهرستان بابل در استان مازندران ایران.
روستای کردمحله جزو بخش بندپی شرقی بوده که در فاصله ۲۰ کیلومتری جنوب شهرستان بابل واقع در استان مازندران قرار دارد.
این روستای ۱۷۵ خانواری با جمعیت حدود ۷۵۰ نفر از شمال به روستاهای آهنگرکلابزرگ و بالا مرزبال و از جنوب به احمدکلا بندپی و از شرق به سجادرود و بالا مرزناک و از غرب به روستاهای اتاقسرا و صورت منتهی می‌گردد. 
کردمحله شامل دو قسمت بالا محله و پایین محله می‌باشد و دارای یک مدرسه ابتدایی و یک خانه بهداشت و یک باب حمام عمومی است که در پائین محله و در کنار جاده اصلی قرار دارد. همچنین دو تکیه به نام‌های پائین تکیه و بالا تکیه (در کنار کچیک ساقنفار) و همین‌طور دو مسجد معروف به مساجد حاج حسین علیزاده و حاج فتحعلی سلطانزاده نیز در این روستا وجود دارد. نهر نه چندان پرآبی نیز از میان محله عبور می‌کند.
زمین فوتبال روآر کردمحله، از اهمیت و زیبایی خاصی در منطقه بندپی و آهنگرکلا و توابع برخوردار می‌باشد. چرا که هر ساله در ایام عید نوروز بلااستثناء در این ورزشگاه از طرف جوانان محله مسابقات فوتبال برگزار می‌شود و کلیه روستاهای اطراف محله نیز دعوت شده و جمعیت بسیار زیادی از مناطق فوق با شور و حال خاصی به زمین آمده و مسابقات فوتبال برگزار می‌شود که خوشبختانه جوانان محله تابحال در خصوص فوتبال بسیار موفق بوده‌اند. شایان ذکر است اهمیت مسابقات فوتبال در کردمحله دست کمی از کشتی لوچوی شیخ موسی بندپی ندارد.
شایان ذکر است در ضلع شمال غربی کردمحله، روستای بالامرزبال قرار دارد که کاملاً به کردمحله متصل بوده و ارتباط بسیار تنگاتنگی بین ساکنان دو محله وجود دارد به‌طوری‌که در اکثر اوقات نام این دو روستا در کنار هم خطاب می‌شود.

## مکانها ومناطق قدیمی مصطلح محله
مکانها و مناطق قدیمی مصطلح محله:
روآر، کچیک ساقنفار، جدید تکیه پیش، آغوزرجی، مسجد حاج حسین، مسجد حاج فتحعلی، رزی پر، اسپه اتر، میون ویشه، دنگ چالک، چاکه، چفت سر، پا.

## جمعیت
این روستا در دهستان سجادرود قرار دارد و براساس آخرین سرشماری مرکز آمار ایران در سال ۱۳۸۵، جمعیت آن ۶۷۹ نفر (۱۷۵خانوار) بوده‌است.